# Nummerlotteriet

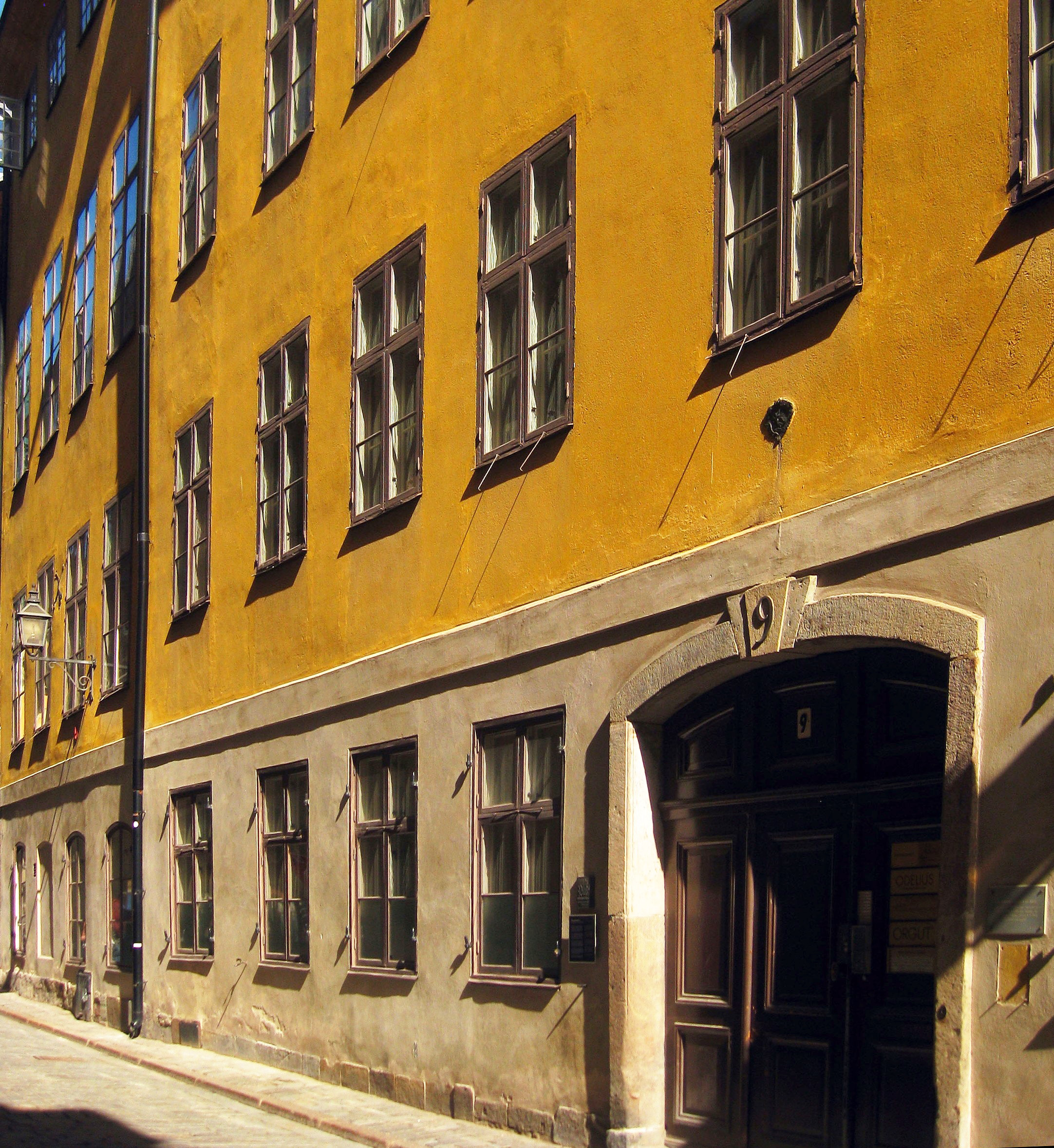
Nummerlotteriets hus (kvarteret Cepheus 2-3) i Gamla Stan, Stockholm (2011).

Kungliga Nummerlotteriet var ett svenskt statslotteri som verkade 1771–1841 grundat under Gustav III:s första regeringsår. 

## Historik
Begreppet nummerlotteri, liktydigt med genuesiskt lotteri, är en allmän beteckning för ett lotteri där den spelande inom vissa gränser gör en insats på nummer mellan 1 och 90. Genom en dragning dras fem nummer som vinstnummer.
Direktionen för Kungl. Nummerlotteriet bestod i början av 1800-talet av en ordförande och tre ledamöter. I övrigt bestod personalen av omkring 70 personer, varav ett 50-tal extraordinarier. Förutom kansliet, med bland annat en sekreterare, en ombudsman och en kanslist, hade Nummerlotteriet fem kontor och ett eget tryckeri, det sistnämnda beläget i Ekensbergs värdshus. Till lotteriet var även ett antal kollektörer – eller kommissionärer – knutna. Det var källarmästare, kryddkramhandlare, apotekare och liknande. De hade 5 % provision för de första 333 riksdalerna, därefter 6 %.
Lottsedlar såldes i det så kallade huvudförsäljningskontoret i Nummerlotteriets hus i kvarteret Cepheus vid Svartmangatan 9 eller hos någon av kollektörerna. Enligt direktionens beslut 1825 såldes lotterna fram till måndag klockan 12 före dragningen. Tidigare upphörde försäljningen redan på lördagseftermiddagen.

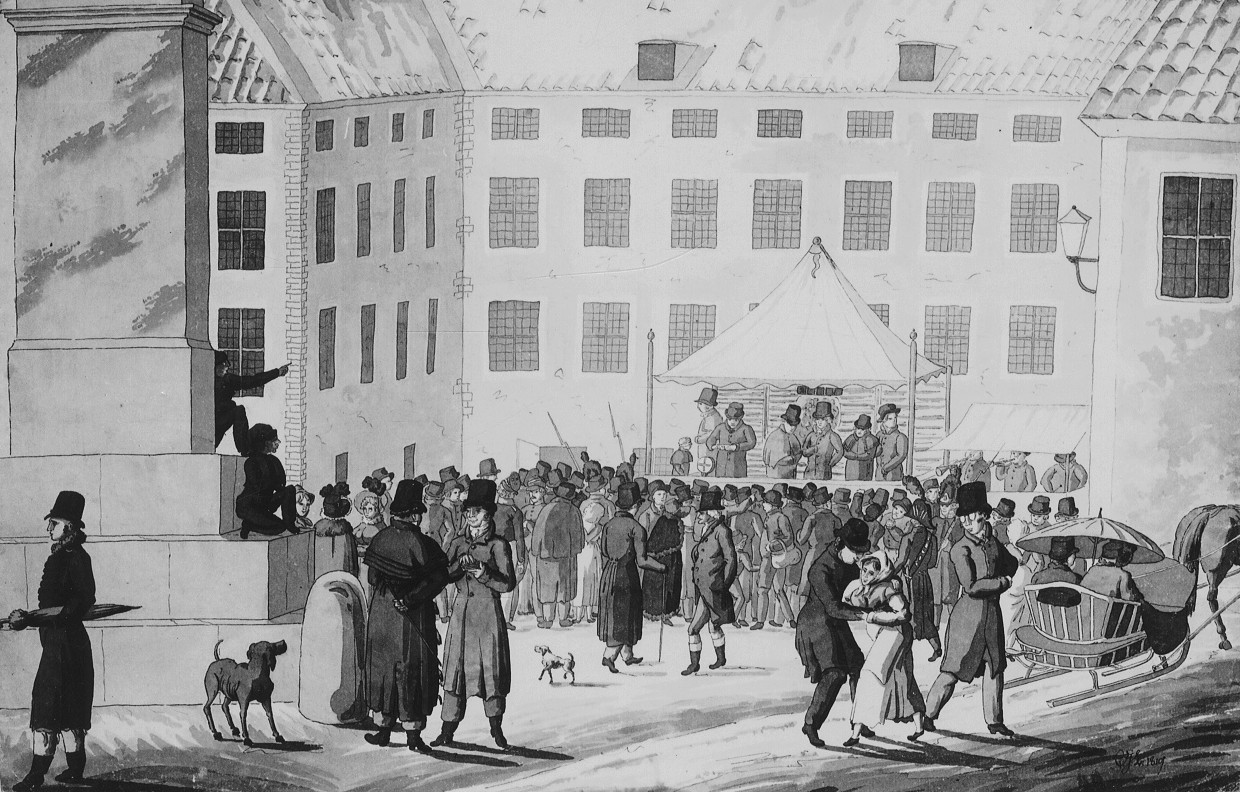
Indebetouska huset 1819, dragning i Kungliga Nummerlotteriet.

Det var dragning 17 gånger om året. De hölls från början på Riddarholmen och på Slottets yttre borggård. 1803 flyttades dragningarna till Slottsbacken. Framför Indebetouska huset restes en liten tribun prydd med fru Fortunas bild, i vilken lotterihjulet ställdes. En handskbeklädd gosse ur publiken fick med förbundna ögon dra fem nummer ur en tombola med sammanlagt 90 nummer. 
Spelarna hade satsat på att ett (s.k. enkelt utdrag), två (ambe), tre (terne) eller till och med fyra (quaterne) nummer skulle finnas bland de fem dragna numren. Svårighetsgraden ökade om fler nummer skulle stämma och vinsten var 15, 270, 5200 respektive 64000 gånger den egna insatsen.
För att öka spellusten gav Kungl. Nummerlotteriet årligen ut en almanacka. Den innehöll en kalender med markerade speldagar, markerade dragningsdagar, en förteckning över lotteriets personal, tabeller över provisionen och i de äldre upplagorna även förföriska berättelser om lotterispelets fördelar. Ett exempel: "Den fördel lotteriet giver kronan, är så väl använd att var och en, även den som genom lyckans vidrighet, skulle förlora sin insats, drager därav en stor vinning". Texten anspelar på det stöd till det allmänna som lotteriet lämnade, exempelvis delfinansiering av Trollhätte slusskanal.
Av lotteriets vinst avsattes dessutom ett belopp som vid varje dragning tilldelades som brudgåva till "fem av allmogens ogifta döttrar i åldern 15 till 24 år". De lyckliga vinnarna erhöll sin gåva så snart hon "trädt i giftermål". Landshövdingarna lämnade förslag på lämpliga personer, varefter de skrevs in i en liggare. Ur denna "flickmatrikel" drogs fem namn vid varje dragning.
Kända svenska män, både i och utanför Svenska Akademien, har tjänstgjort i Kungl. Nummerlotteriets direktion. Exempel på detta är Anders af Botin, Gustaf Fredrik Gyllenborg och Carl Gustaf af Leopold. Elis Schröderheim har varit dess ordförande och Isac Reinhold Blom tjänstgjorde som lotteriets ombudsman. Från 1776 tjänstgjorde Carl Michael Bellman som sekreterare. Under åren 1813-1841 var justitierådet, presidenten i Kommerskollegium och statsrådet Gabriel Poppius ordförande i direktionen. Verksamheten upphörde av politiska skäl 1841.